# Jake Daniels
Jake Daniels (sinh ngày 8 tháng 1 năm 2005) là một cầu thủ bóng đá chuyên nghiệp người Anh hiện đang thi đấu ở vị trí tiền đạo cho câu lạc bộ Bradford Park Avenue, theo dạng cho mượn từ Blackpool.

## Sự nghiệp thi đấu

### Blackpool
Daniels xuất thân từ lò đào tạo trẻ Blackpool từ năm 7 tuổi, và bắt đầu thi đấu cho đội U18 của Blackpool vào năm 2021 và là cầu thủ trẻ xuất sắc nhất mùa giải 2020-21 của đội trẻ Blackpool, ghi được 30 bàn thắng cho đội bóng. Anh ký hợp đồng chuyên nghiệp đầu tiên với đội bóng vào ngày 25 tháng 2 năm 2022, và gia nhập câu lạc bộ Bamber Bridge tại Northern Premier League theo dạng cho mượn vào ngày 26 tháng 3 cho phần còn lại của mùa giải 2021–22. Anh ra mắt cho đội 1 Blackpool trong trận thua 5–0 tại EFL Championship trước Peterborough United vào ngày 7 tháng 5, khi vào sân thay người ở phút thứ 81.

#### Cho mượn tại Bradford Park Avenue
Vào ngày 3 tháng 2 năm 2024, Daniels gia nhập câu lạc bộ Bradford Park Avenue theo dạng cho mượn.

## Đời tư
Tháng 5 năm 2022, Daniels công khai mình là người đồng tính, trở thành cầu thủ bóng đá chuyên nghiệp Anh duy nhất công khai vào thời điểm đó, kể từ Justin Fashanu vào năm 1990. Anh đã được truyền cảm hứng từ Josh Cavallo, huấn luyện viên Matt Morton của Thetford Town, và vận động viên nhảy cầu Tom Daley để có đủ sự can đảm và quyết tâm. Quyết định công khai của anh đã được thủ tướng Anh Boris Johnson, chủ tịch Hiệp hội bóng đá Anh, Thái tử William và đội trưởng đội tuyển bóng đá quốc gia Anh Harry Kane khuyến khích.
Vào ngày 29 tháng 6, anh đã lọt vào danh sách rút gọn ở hạng mục Người nổi tiếng của năm cho giải thưởng National Diversity Awards năm 2022 vì "quyết định dũng cảm" của mình. Anh cũng đã giành được Giải thưởng Gamechanger tại Lễ trao Virgin Atlantic Attitude Awards 2023, do tạp chí Attitude của Anh tổ chức.